# الشر يحيين (الشعر)

تعديل مصدري - تعديل

الشريحين هي إحدى قرى عزلة الأ ملؤك بمديرية الشعر التابعة لمحافظة إب، بلغ تعداد سكانها 795 نسمة حسب تعداد اليمن لعام 2004.